# Эпсилон Южного Креста

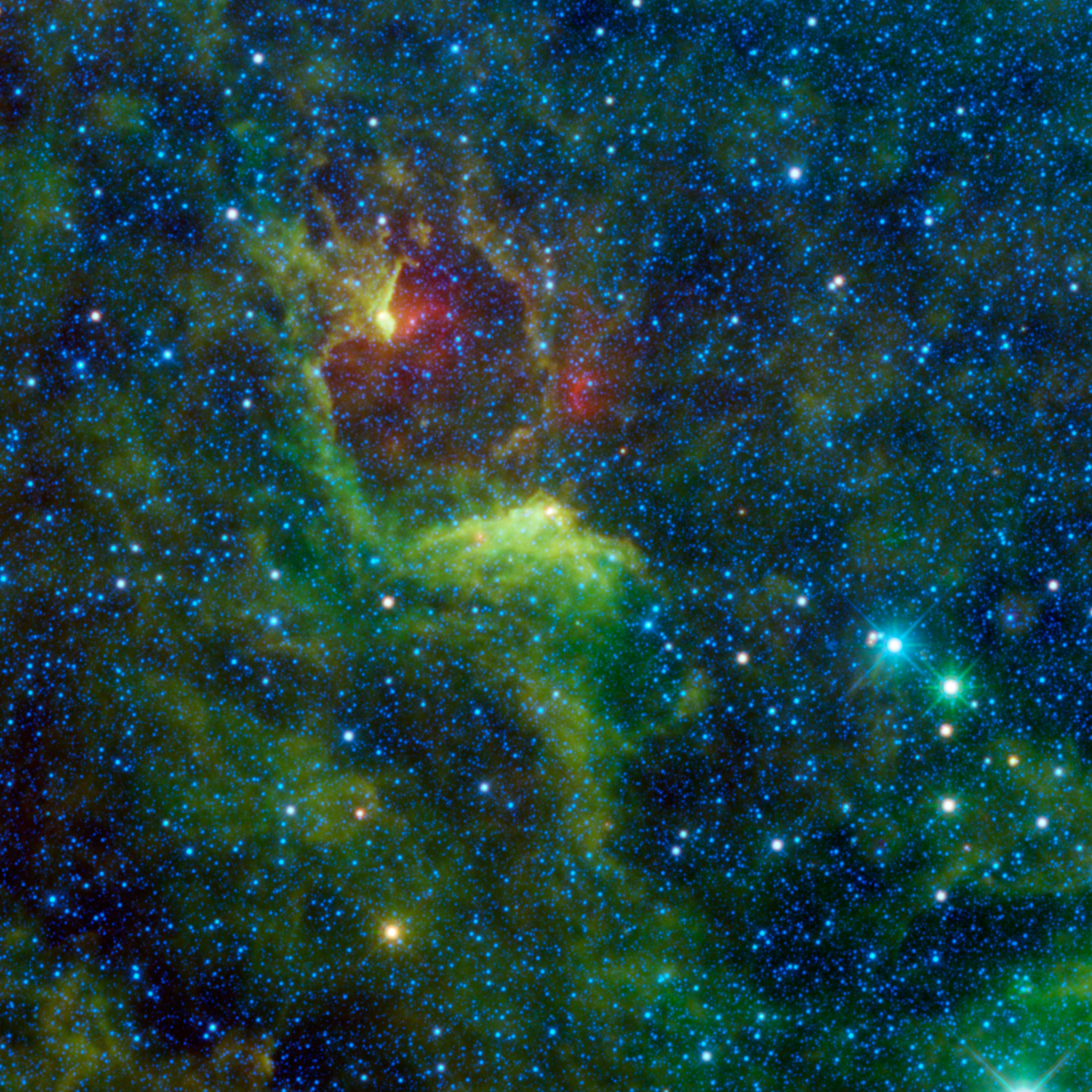
Яркая голубая звезда правее центра изображения — ε Crucis. Цвета представляют определённые длины волн в инфракрасном излучении. Синий излучается на 3,4 и 4,6 мкм.

Эпсилон Южного Креста (ε Cru, ε Crucis) — звезда в созвездии Южного Креста. В 2017-м году получила официальное название Гинэн (Ginan), что можно перевести с одного из языков аборигенов Австралии как "сумка наполненная знанием, былинами". Иногда её называют Интрометида (интрузия) на португальском. Видимая звёздная величина +3.56 (видна невооружённым глазом). Звезду классифицируют как оранжевого гиганта, она удалена на 228 световых лет от Земли.
Эпсилон Южного Креста представлена на флагах Австралии и Папуа — Новой Гвинеи, как одна из пяти звёзд в Южном Кресте. Также на флаге Бразилии она символизирует штат Эспириту-Санту.